# Джессі Меткалф
Джессі Іден Меткалф (англ. Jesse Eden Metcalfe Jesse Eden Metcalfe; нар. 9 грудня 1978) — американський телевізійний актор, відомий за ролями Джона Роуленда в комедійній прайм-тайм мильній опері «Відчайдушні домогосподарки», Мігеля Лопеза-Фіцджеральда в денний мильній опері «Пристрасті» і Крістофера Юінга в прайм-тайм мильній опері «Даллас».

## Особисте життя
Меткалф народився в долині Кармел, Каліфорнія, і є сином Ненсі (до шлюбу Демайо) і Джеффа Меткалф. Його батько французького та італійського походження, а мати італійського і португальського походження. Меткалф, який підлітком грав у різних баскетбольних лігах в Вотерфорді, Коннектикут, закінчив школу Вільямс в Нью-Лондоні, Коннектикут, але кинув навчання в Нью-Йоркському університеті, щоб зробити кар'єру режисера і сценариста. Починаючи з 2006 року Меткалф зустрічався з вокалісткою гурту Girls Aloud Надін Койл, з якою розлучився в квітні 2007 року. У 2008 році почав зустрічатися із акторкою та моделлю Карою Сантаною, якій зробив пропозицію в серпні 2016 року.

## Кар'єра
Після вдалого прослуховування для мильної опери NBC «Пристрасті» він зіграв Мігеля Лопеса-Фіцджеральда з липня 1999 року по липень 2004 року. В кінці 2003 і початку 2004 року він з'явився в двох епізодах серіалу «Таємниці Смолвіля» в ролі мстивого Вана Макналті.
У жовтні 2004 року Меткалф зіграв підлітка-садівника в популярному серіалі каналу ABC «Відчайдушні домогосподарки», в якому його персонаж має таємні любовні стосунки з домогосподаркою Габріель Соліс у виконанні Єви Лонгорії. У листопаді 2004 року USA Today назвала його «гарячим секс-символом». Потім персонаж Меткалфа з'являється в серіалі періодично.
Свою першу роль в кіно зіграв у фільмі «Джон Такер повинен померти» разом з Ашанті, Софією Буш і Бріттані Сноу. У фільмі, що вийшов на екрани 28 липня 2006 року, він зіграв багатого і нещирого підлітка-баскетболіста. У 2008 році зіграв Джека в психологічному трилері «Пожирались заживо». Фільм вийшов в обмеженому прокаті, реліз на DVD відбувся 15 липня 2008 року. Сама картина отримала негативні відгуки критиків. Потім він знявся в ролі Гренджер Вудруффа в американо-індійському фільмі «На іншому кінці лінії». У 2009 році він знявся разом з Ембер Темблін і Майклом Дугласом у рімейку фільму 1956 року «Розумний сумнів». Фільм, режисером якого був Пітер Хайамс, отримав вкрай негативні відгуки критиків. У 2010 році Джессі знявся у фільмі «Змучений» («The Tortured», реж. Роберт Ліберман). У «Змученому» він зіграв батька, дитину якого вбив маніяк. Реліз фільму відбувся 18 жовтня 2010 року на DVD.
З 2012 по 2014 рік Меткалф знімався в телесеріалі «Даллас». В ході всього періоду зйомок в шоу, Меткалф отримував негативні відгуки від критиків і його персонаж був убитий в фіналі третього сезону .

## Фільмографія

### Кіно
2021 - Фортеця (фільм, 2021)

### Телебачення
| рік         | Назва                               | роль                     | Примітка                                                     |
| ----------- | ----------------------------------- | ------------------------ | ------------------------------------------------------------ |
| 1999-2004   | Пристрасті                          | Мігель Лопез-Фіцджеральд |                                                              |
| 2003-2004   | таємниці Смолвіля                   | Ван Макналті             | 2 епізоду                                                    |
| 2004-2009   | Відчайдушні домогосподарки          | Джон Роуленд             | 1 сезон (регулярно), сезони 2-4 (епізоди), 6 сезон (епізоди) |
| 2009        | Джек Осборн: адреналіновий наркоман | в ролі себе              | 5 серія                                                      |
| 2010        | Переслідування                      | Люк Уотсон               | 18 епізодів                                                  |
| 2012 — 2014 | Даллас                              | Крістофер Юінг           | 40 епізодів                                                  |
| 2014        | Дві дівиці на мілині                | Себастьян                | 1 епізод                                                     |
| 2016-2018   | На Чесапікських берегах             | Трейс Райлі              | регулярно                                                    |